# Matthew Rees
Matthew Rees (Tonyrefail, 9 dicembre 1980) è un ex rugbista a 15 britannico che giocava nel ruolo di tallonatore. A livello internazionale ha disputato 60 incontri con la maglia del Galles.

## Biografia
Ha iniziato la sua carriera al Merthyr RFC, in seguito è passato al Pontypridd RFC e poi, nel 2003, ai Celtic Warriors. Quando questa squadra si è sciolta, nel 2004, Rees è entrato nei Llanelli Scarlets, nei quali gioca tuttora nella Celtic League.
Il 4 giugno 2005 ha fatto il suo esordio per il Galles giocando contro gli Stati Uniti. Negli anni successivi ha fatto parte abbastanza stabilmente della rosa della nazionale e ha preso parte alla Coppa del Mondo 2007. Nel 2008 ha vinto con la nazionale il Sei Nazioni con il Grande Slam.

## Palmarès
- Challenge Cup: 1
Cardiff Blues: 2017-18